# Clemens Doppler
Clemens Doppler (Kirchdorf an der Krems, 6 settembre 1980) è un giocatore di beach volley austriaco.

## Biografia
Ha debuttato nel circuito professionistico internazionale il 17 luglio 1998 a Lignano Sabbiadoro, in Italia, in coppia con Helmut Hirner piazzandosi in 57ª posizione. Il 4 giugno 2003 ha ottenuto il suo primo podio in una tappa del World tour a Rodi, in Grecia, insieme a Nikolas Berger.
Ha preso parte a due edizioni dei Giochi olimpici: a Pechino 2008, dove si è classificato al nono posto con Peter Gartmayer, ed a Londra 2012, in cui si è piazzato in diciannovesima posizione con Alexander Horst.
Ha preso parte altresì a sette edizioni dei campionati mondiali ottenendo come miglior risultato il nono posto per tre volte: a Gstaad 2007 con Peter Gartmayer, a Roma 2011 con Matthias Mellitzer ed a Stare Jabłonki 2013 con Alexander Horst.
Ha vinto due medaglie d'oro ed una d'argento ai campionati europei, arrivando primo a Alanya 2003 insieme a Nikolas Berger ed a Valencia 2007 in coppia con Peter Gartmayer e secondo a Berlino 2010 con Matthias Mellitzer.
Sempre a livello europeo, ma nelle categorie giovanili, può vantare una medaglia d'argento nella categoria juniores a Zagabria 1997 con Helmut Hirner e un'altra d'argento in quella under-23 a Esposende 2001 in coppia con Peter Gartmayer.

## Palmarès
Campionati europei
- 2 ori: a Alanya 2003 ed a Valencia 2007
- 1 argento: Berlino 2010

Campionati europei under-23
- 1 argento: a Esposende 2001

Campionati europei juniores
- 1 argento: a Zagabria 1997

World tour
- 2 podi: 1 secondo posto e 1 terzo posto